# Серцевий біль
«Серцевий біль» (тур. Yürek Çıkmazı) — турецький телесеріал 2022-2023 рр. у жанрі драми, та створений компанією Gold Film. В головних ролях — Айча Бінгьол, Альп Навруз, Ірем Хельваджиоглу, Месут Акуста.
Перша серія вийшла в ефір 1 листопада 2022 року.
Серіал має 1 сезон. Завершився 28-м епізодом, який вийшов у ефір 13 червня 2023 року.
Режисер серіалу — Сердар Гьозелеклі, Бахадір Індже.
Сценарист серіалу — Айла Хаджіогулларі, Вілмер Озчинар, Топрак Караоглу.
Серіал є адаптацією роману «Серцевий біль» Атіке Хінчлієр, що опублікований в 2018 році.

## Сюжет
У центрі подій опинилася молода жінка на ім'я Дженнет. Коли вона вийшла заміж, то сподівалася, що зможе мати велику і дружну родину. Коханий чоловік виявився справжнісіньким тираном, який постійно бив і принижував Дженнет.
Дженнет дуже довго терпіла всі знущання і до останнього моменту сподівалася, що її чоловік зможе змінитися. У результаті все призводить до того, що чоловік сильно б'є свою дружину і вона потрапляє до лікарні. Тут героїня випадково дізнається про адвоката — Зейнеп Ондер і Дженнет вирішила звернутися за допомогою до професіонала. При зустрічі з Зейнеп Дженнет віддала їй в руки листа, який просила відкрити у разі її смерті. Незабаром відбувається велика трагедія і Дженнет помирає. Зейнеп відразу ж вирішила виконати її волю і передати цей лист дітям загиблої, в якому була розкрита вся правда про її життя та страждання.

## Актори та персонажі
| Актор              | Роль                  |
| ------------------ | --------------------- |
| Айча Бінгьол       | Дженнет Текін         |
| Альп Навруз        | Халіл Текін           |
| Ірем Хельваджиоглу | Зейнеп Ондер          |
| Месут Акуста       | Йилмаз Текін          |
| Діляра Аксюек      | Феріде Текін Бююкдере |
| Біхтер Дінчел      | Бірсен                |
| Джемаль Токташ     | Ківанч Бююкдере       |
| Ерхан Алпай        | Джанер                |
| Гюлер Октен        | Макбуле               |
| Розет Хубес        | Періхан               |
| Тимур Олкебаш      | Мехмет                |
| Ейлюль Ерсоз       | Серай                 |
| Ілайда Ілдир       | Фунла                 |
| Альп Акар          | Юсуф                  |
| Ертугрул Постоглу  | Джем Ондер            |
| Хасан Шахінтюрк    | Тургут                |
| Озлем Улукан       | Неше                  |
| Ірем Юксель        | Ейлюль                |
| Мустафа Еніс Білір | Халіл (дитина)        |
| Асель Текін        | Феріде (дитина)       |
| Ікім Саглам        | Бірсен (дитина)       |
| Мехмет Аслантуг    | Алі Фуат Горел        |
| Айдан Шенер        | Армаган Ондер         |
| Кайра Шеночак      | Левент                |

## Сезони
| Сезон | Епізоди | Епізоди | Оригінальний показ | Оригінальний показ | Оригінальний показ |
| Сезон | Епізоди | Епізоди | Перший показ       | Останній показ     | Мережа             |
| ----- | ------- | ------- | ------------------ | ------------------ | ------------------ |
| 1     | 28      | 28      | 1 листопада 2022   | 13 червня 2023     | TRT 1              |

## Рейтинги серій

### Сезон 1 (2022)
| Серія               | Рейтинг (TOTAL) | Рейтинг (AB) | Рейтинг (ABC1) |
| ------------------- | --------------- | ------------ | -------------- |
| 1.                  | 3.76            | 3.29         | 4.25           |
| 2.                  | 4.13            | 4.23         | 5.32           |
| 3.                  | 4.23            | 4.94         | 5.34           |
| 4.                  | 3.68            | 4.27         | 4.87           |
| 5.                  | 4.08            | 4.81         | 5.55           |
| 6.                  | 4.12            | 4.92         | 5.41           |
| 7.                  | 3.78            | 4.77         | 5.22           |
| 8.                  | 3.82            | 3.66         | 4.70           |
| 9.                  | 4.88            | 5.54         | 6.65           |
| 10.                 | 3.82            | 4.94         | 5.57           |
| 11.                 | 4,51            | 4,61         | 5,36           |
| 12.                 | 3,96            | 4,99         | 5,22           |
| 13.                 | 4,42            | 4,49         | 5,53           |
| 14.                 | 2,86            | 3,52         | 3,92           |
| 15.                 | 3,19            | 3,16         | 3,62           |
| 16.                 | 3,31            | 3,31         | 3,93           |
| 17.                 | 3,01            | 3,93         | 4,09           |
| 18.                 | 2,61            | 2,71         | 3,21           |
| 19.                 | 2,67            | 3,22         | 3,24           |
| 20.                 | 2,44            | 2,24         | 2,90           |
| 21.                 | 3,08            | 3,44         | 4,18           |
| 22.                 | 3,21            | 3,09         | 3,63           |
| 23.                 | 3,11            | 3,12         | 3,57           |
| 24.                 | 2,59            | 2,97         | 3,36           |
| 25.                 | 3,16            | 3,10         | 3,86           |
| 26.                 | 2,89            | 2,99         | 3,36           |
| 27.                 | 2,86            | 3,55         | 3,77           |
| 28. (фінал серіалу) | 2,99            | 3,53         | 3,94           |